# Gameshow hẹn hò
Gameshow hẹn hò hay show hẹn hò (tiếng Anh: dating game show) là một chương trình trò chơi truyền hình đưa dịch vụ mai mối vào dưới dạng một trò chơi với luật chơi rõ ràng. Việc ghép đôi chỉ liên quan tới việc chọn ra các thí sinh tham gia trò chơi, thường là những người mang nhiều tính giải trí hơn là quan tâm tới hạnh phúc hay khả năng hòa hợp của họ.